# Alfred H. Colquitt
Alfred Holt Colquitt (1824. április 20. – 1894. március 26.) amerikai ügyvéd, prédikátor, katonatiszt és politikus, az Amerikai Egyesült Államok szenátora (Georgia, 1883–1894). Georgia 49. kormányzója (1877–1882). Önkéntesnek jelentkezett a mexikói–amerikai háborúban és őrnagyi rangra léptették elő az önkéntes hadseregben. Harcolt az Amerikai polgárháborúban és dandártábornoki rendfokozatot ért el. A háború vége után jogászként működött, majd 1876-ban megválasztották georgiai kormányzónak. Konzervatív szavazói érdekében segített a rekonstrukciós érának véget vetni, a felszabadult négerek szavazását megzavarni és politikailag elnyomni őket. 1883-ban az Egyesült Államok szenátorának választották meg és egészen haláláig, 1894-ig maradt hivatalban.

## Fiatalsága

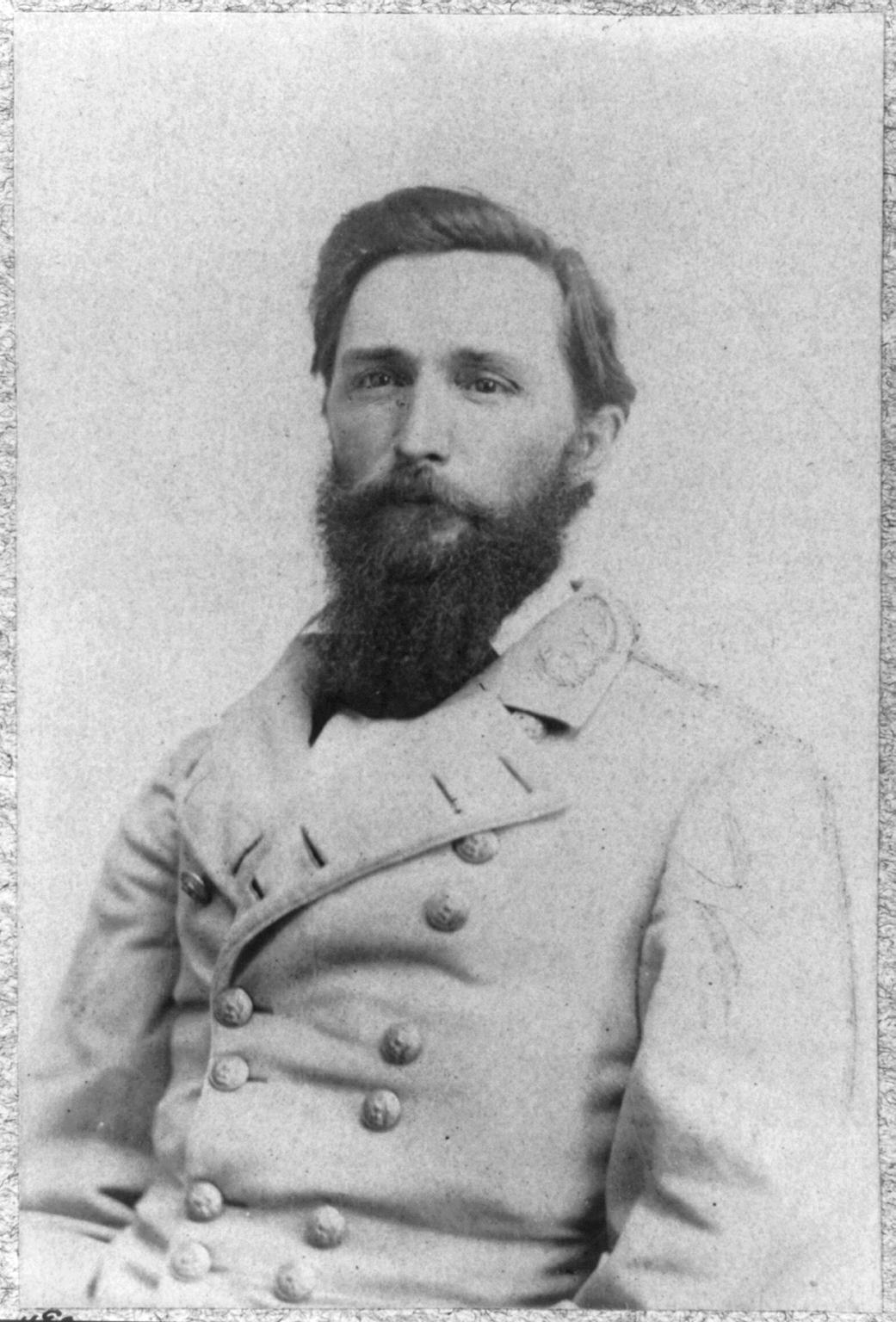
Colquitt konföderációs dandártábornokként a polgárháború alatt

Alfred Colquitt a georgiai Monroe-ban született. Apja, Walter T. Colquitt metodista prédikátor és bíró volt és a georgiai milícia tábornoka. Apja a whig párt képviseletében az Egyesült Államok kongresszusi képviselője és szenátora lett. Georgia távol esett Washingtontól, így apja sokat volt távol a családi fészektől. Édesanyja Nancy Hill Lane volt, Alfred volt az első gyermek, majd két húga, Elizabeth és Emily született, és hét évvel Alfred után az öccse, Peyton is a világra jött. Az iskola alatt édesanyja meghalt és apja kétszer újraházasodott. Ezekből a házasságokból további hat féltestvére született. 1843-ban apja a Whig politikusból Demokratára váltott. Alfred Princetoni Egyetemre iratkozott be 1844-ben és jogot tanult. 1846-ban elvégezte az egyetemet és jogi képesítést szerzett. Szülővárosában kezdett jogi képviselettel foglalkozni.
A mexikói–amerikai háború során (1848-1849) Colquitt számvivőként szolgált az USA hadseregében őrnagyi rangban. Hazatérése után, 1848-ban megházasodott, Dorothy Tarvert feleségül véve. A Baker megyében felesége örökségéből származó ültetvényre költöztek. Három leánygyermekük született, Ann, Elizabeth és Laura. 1853-ban kongresszusi képviselővé választották egy terminusra. Felesége betegsége miatt nem kereste az újrázás lehetőségét, hanem visszavonult. 1855 áprilisában Dorothy és Alfred édesapja is meghalt. Dorothy bátyja, Frederick R. Tarver az előző évben, gyermekek hátrahagyása nélkül halálozott el. Frederick özvegye, Sarah Louisa Bunn Tarver huszonkét éves fiatalasszony volt, és Alfred még 1855-ben oltár elé vezette. Három gyermekük született, Dorothy, Harriet és Walter Terry Colquitt. Ezután Georgia állam törvényhozásában nyert képviselői választást. Colquittet az 1860-as elnökválasztáson megválasztották Georgia állam elektorának. 1861. január 19-én megválasztották Georgia állam szecessziós konvenciójára képviselőnek és ebben a minőségében hozzájárult a megszavazott Elszakadási Nyilatkozat kibocsátásához.

## A polgárháborúban

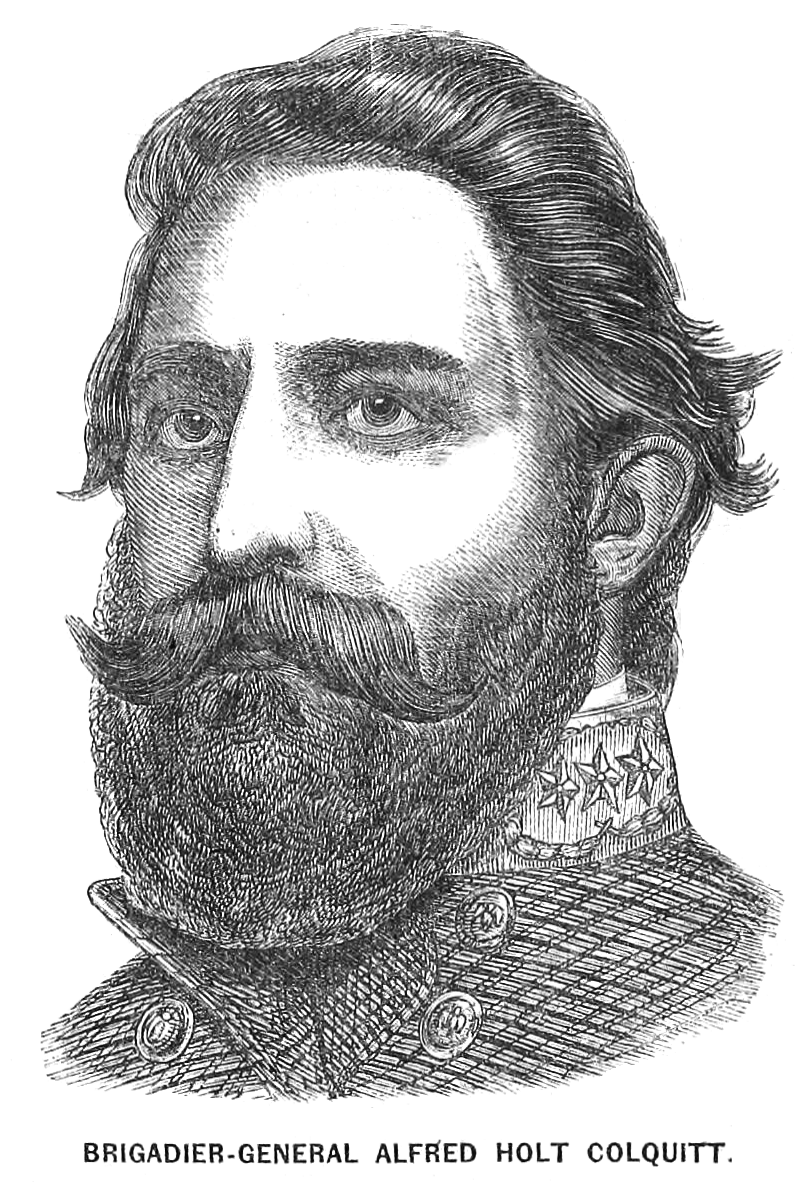
Colquitt portréképe egy richmondi újságból 1863-ban.

A háború kitörésekor Colquitt önkéntesként jelentkezett a georgiai milíciába, és 1861 májusában Atlantában századosi rangban belépett a 6. georgiai önkéntes ezredhez. A katonák gyűlése később megválasztotta az ezred parancsnokának és ezzel ezredesi rangra emelkedett. 1861 júniusától 1862 tavaszáig az ezred a virginiai Yorktownban látott el helyőrségi szolgálatot. 1862. április 26-án D. H. Hill vezérőrnagy hadosztályában Gabriel Rains dandártábornok dandárjába vonták és itt esett át a tűzkeresztségen Yorktown ostromában. A Virginia-félszigeti hadjárat végén részt vett a Seven Pines-i ütközetben. Két héttel Seven Pines után Gabriel Rains dandártábornok megsebesült és 1862. június 16-án Colquitt át kellett vegye a dandár irányítását. D. H. Hill vezérőrnagy egy fontos szárnytámadás kivitelezését kapta feladatul a már majdnem 60 éves Rains nem volt abban a fizikai állapotban, hogy ezt irányítani tudta volna. Colquitt dandárja a Hétnapos hadjáratban harcolt Gaines Millnél és Malvern Hillnél is.
1862 júliusában és augusztusában D. H. Hill egész hadosztálya biztosította, hogy George B. McClellan vezérőrnagy Potomac hadserege ne támadja meg Richmondot újra. Hill a Marylandi hadjáratban csatlakozott újra Robert E. Lee tábornagy Észak-virginiai hadseregéhez. A South Mountain-i ütközetben sikertelenül küzdöttek a túlerő ellen a Turner-szoros átjáróinak megtartásáért.
Három nappal később került sor a véres antietami csatára, ahol a dandár a Miller-kukoricás véres küzdelmeiben morzsolódott fel. Colquitt Joseph K. Mansfield XII. hadtestének előretörését volt hivatva megállítani. Megérkezése előtt Roswell S. Ripley dandárja harcolt a helyén, de a veszteségek miatt visszavonult. Colquitt és McRae dandárját George S. Green dandártábornok irányította hadosztály támadta meg a kukoricásért vívott öldöklő harcokban. Duncan K. McRae dandárja egy rémhír miatt összeomlott és megfutott, Green emiatt Colquitt mögé tudott volna kerülni. Colquitt rendezett, futólépésben végrehajtott és sortüzekkel tarkított visszavonulással mentette meg embereit. Az 1862. október 13-án leadott jelentésében Colquitt azt írta, hogy a dandár fele elesett öldöklő küzdelemben, és nagyon kevesen maradtak sértetlenül. Colquitt egyike volt ezeknek; a csata után tekintettel helytállására azonnal előléptették dandártábornoknak, visszamenőlegesen, szeptember 1-től érvényesen.
A Fredericksburgi csatában Hill hadosztálya tartalékban volt, így dandárjai csak minimális harctevékenységet láttak el. Lee 1863. február 7-én adminisztratív feladatkörbe küldte Hillt Észak-Karolinában, így Colquitt rangidős dandárparancsnokként irányított hadosztályát Robert E. Rodes dandártábornok vette át szintén rangidős dandárparancsnokként, mivel kinevezett hadosztályparancsnok ekkor nem volt. Colquitt visszatért dandárparancsnoki beosztásához. Alakulatát ekkor öt ezred alkotta, a 6., a 19., a 23., a 27. és a 28. georgiai gyalogezred.

### Chancellorsville és megvetés
A chancellorsville-i csatában részt vett Jackson május 2-i szárnytámadásában. Rodes irányítása mellett az övé volt a vezető dandár szerepe. A Catherine-kohó mellett elhaladva északról a szövetségi csapatok tüzérsége bombázni kezdte az út környékét, így nem lehetett használni. Jackson elcsatolta a 23. georgai ezredet, hogy védje a kohó környékét egy északi támadástól. Colquitt folytatta az útját dél felé. Délután 4 óra is elmúlt, mire a Jackson által kijelölt helyre értek. Rodes itt Jackson rendelkezése alapján telepíteni kezdte a hadosztályt. Colquitt dandárja lett a jobb szélső alakulat és a parancs szerint negyed hatkor elindult a támadás. Colquitt egyre közelebb került a Dorong (Plank Road) nevű úthoz, amin Fitz Lee dandártábornok lovassága kellett, hogy feltartóztassa az ellenséget, míg Jackson csapatai eljutnak a helyükre. Colquittnek fogalma sem volt róla, hogy tőle jobbra mi van és egy ponton úgy döntött, hogy ellenséges erőket észlelt. Szinte azonnal megállította a dandár haladását.
Rodes vezérőrnagy azt állította, hogy Colquittnek nem kellett volna foglalkozni a szárnyán felbukkanó ellenséggel, mivel azokat a tőle délre elhelyezkedő Stonewall dandárnak és Stuart lovasságának kellett megtámadni, így nem voltak veszélyben abból az irányból. De a támadás megkezdődése után Colquittnek jelentették az ellenséges gyalogság és lovasság jelenlétét a szárnyán és emiatt megállította a dandár haladását. Ez a mögötte haladó Ramseur-dandárt is megállította, akinek parancsnoka Stephen D. Ramseur dandártábornok személyesen indult felderítésre, melyen kb. másfél mérföldet haladt előre és semmilyen ellenséggel nem találkozott, mert az az általános uniós meneküléssel együtt visszavonult. Ramseur sürgette Colquittet, hogy haladjon tovább és ő némi átgondolás után folytatta a támadást. Colquitt előmenetelével kapcsolatban egyeseknek kifogásolni valója akadt. Parancsnoka, Rodes jelentése arról szólt, hogy Colquitt utasítást megszegve állt meg és a magukat előmenetelükkel kitüntetők között nem említette őt. Colquittet ezért az első adandó alkalommal Lee áthelyezte a nyugodtabb Észak-Karolinába, lényegében a harci szellemét megkérdőjelezve kicserélve Junius Daniel dandárjára.

### Olustee és megdicsőülés
Colquitt dandárja 1863 nyarán Charlestonba lett áthelyezve, a kikötő védelmére a Második Charleston Harbor-i ütközetben. Július 18-án a dandár a James Island mocsarában segített megvédeni Grimball's Landing nevű állást Secessionville közelében a Battery Island felől betörő uniós támadókkal szemben. Két ezrede 1863. augusztus 12-én Johnson Hagood dandártábornok erőit segítette a James Island megvédésében. Augusztus 25-éről 26-ára virradó hajnalon Fort Sumterben állták az uniós erők bombázását. A lényegesen nagyobb uniós erő Quicy A. Gilmore vezérőrnagy vezetése alatt lerombolta Fort Wagnert, de a három hónapnyi erőfeszítéssel Charleston városának elfoglalásához alig jutott közelebb. Gilmore 1864 februárjában megkísérelte megtámadni Floridát, ezért Wise és Colquitt csapatainak egy részét oda szállították. MIvel vasúti összeköttetés ekkor még nem létezett, Colquitt lábon Floridába meneteltette a dandárt, ahol a helyi erőkkel karöltve február 20-án megnyerték az Olustee-i ütközetet. Gilmore lemondott a további előrehaladásról és visszafordult az uniós ellenőrzés alatt levő Florida déli részébe. 
Florida megvédése után Robert F. Hoke vezérőrnagy hadosztályába került, melyet Virginiába vezényeltek Lee hadseregéhez. Részt vett a Cold Harbor csatában, ahol sikerrel tartóztatták fel Ulysses S. Grant altábornagy és George G. Meade vezérőrnagy hadseregét. Ezután Hoke hadosztálya P. G. T. Beauregard tábornagy vezetése alá került, aki Petersburg városát védte. Colquitt dandárja 1864. június 15-17 között sikeresen védelmezte Petersburg sáncait a nyomasztó létszámfölényben harcoló szövetségiekkel szemben. A dandárt ideiglenesen Henry Heth vezérőrnagy hadosztályába helyezték át. Ez alatt az idő alatt 1864. augusztus 18-21 között harcolt a Globe Tavern-i ütközetben. A szeptembert és az októbert a Darbytownba vezető út környékén dúló harcokban töltötte. 1864 decemberében átvezényelték Észak-Karolinába, majd 1865. január 15-én Fort Fisher védelmére. Braxton Bragg Colquitt dandárját akarta felhasználni, hogy W. H. C. Whiting vezérőrnagyot leváltsa, mert belefáradt a folyamatos segítségkérésébe. Bragg nem akarta elhinni, de Colquitt és emberei ugyanolyan gyorsan eveztek vissza Fort Fisher alól, mint ahogy odaértek, mert az erőd eleste már a küszöbön állt. 1865. áprilisában, Robert E. Lee tábornagy fegyverletétele után a dandár a Tennessee hadsereg kötelékébe került. A háború végén, április 26-án Joseph E. Johnston tábornaggyal együtt tették le a fegyvert Észak-Karolinában.

## Politikusként
A háború után Colquitt visszatért a politikai életbe. Élesen ellenezte a Republikánus párt rekonstrukciós politikáját. Joseph E. Brown volt kormányzóval és John B. Gordon volt altábornaggyal tömörült politikai koalícióba, amelyet ellenfelei a Bourbon Triumvirátusnak gúnyoltak. A Rekonstrukciós éra végén a Bourbon Triumvirátus legyőzte Jonathan Norcross republikánus jelöltet az 1876-os állami kormányzóválasztáson. A konzervatív fehér többség képviseletébe kormányozta államát. A republikánusok várakozása az volt, hogy a Bourbon Triumvirátus az ültetvényes osztály restaurálását jelenti, de a valóságban a három férfiú fejlett ipart és közlekedéshálózatot, abban is elsősorban vasúti hálózatot akart Georgiában megteremteni. Colquittet 1880-ban újraválasztották. Az újonnan megírt Georgia állami alkotmány értelmében a kormányzói terminus nem négy év lett, hanem már csak kettő. Ezt a gyakorlatot később népszavazásra tett alkotmánykiegészítés tette hivatalossá a 20. században. Kormányzóként csökkentette az állami adósságot.
1883-ban az Egyesült Államok georgiai Demokrata párti szenátorává választották. A postát és a postautakat felügyelő bizottság tagja volt a szenátusban. 1888-ban szenátornak is újraválasztották. 1892-ben Colquitt agyvérzést kapott és részlegesen lebénult. Annyira felgyógyult, hogy visszavehette a szenátori teendői intézését, de 1894 márciusában újabb agyvérzés terítette le. Szinte teljesen megbénult és két hét múlva, március 26-án elhalálozott. Holttestét Georgiában helyezték örök nyugalomra a Rose Hill temetőben, Maconben.

## Családja
Colquitt öccse, Peyton H. Colquitt ezredes is konföderációs katonatiszt volt, aki 31 éves korában esett el a Chickamaugai csatában.
1877–től 1882-ig Georgia 49. kormányzójává választották, majd 1883-tól haláláig Georgia állam szenátora volt az Egyesült Államok Szenátusában két cikluson át.